# Lucky Dube
Lucky Dube (Ermelo, Eastern Transvaal, Sudáfrica, 3 de agosto de 1964 - Johannesburgo, Sudáfrica, 18 de octubre de 2007) fue uno de los cantantes y músicos de reggae más conocidos internacionalmente. Aunque en un principio cantaba en el estilo tradicional Zulú mbaqanga, cambió de género ya que consideraba al Reggae como el medio ideal para expresarse contra la opresión del apartheid.
La revista Nice Up escribió: "Las letras de sus canciones han traído una voz original al reggae por la crónica de las luchas políticas y espirituales de su hermanos Sudafricanos".

## Biografía

### Primeros años
Lucky Phillip Dube nació el 3 de agosto de 1964 en una granja cercana a un pequeño pueblo llamado Ermelo a 150 kilómetros de Johannesburgo, Sudáfrica. Fue criado por su abuela ya que su madre iba de trabajo en trabajo, mientras que su padre no se hizo cargo de él.
Su madre se sorprendió de su embarazo, ya que anteriormente había intentado tener hijos. Su primer hijo enfermó gravemente y murió al poco tiempo de nacer. Lucky también tuvo problemas de salud al nacer y se esperaba que muriera al poco tiempo. No fue así, y a los meses se le llamó Lucky que significa “afortunado” por ser un niño dichoso de estar vivo. Según palabras del propio Lucky, Dube significa "cebra".
La Sudáfrica de los años 60 no era la más propicia para crecer. Debido a la pobreza de su familia tuvo que trabajar desde muy temprana edad como ayudante de una biblioteca y como jardinero en las casas de los blancos, pero a medida que crecía comenzó a darse cuenta de que no estaba ganando lo suficiente para alimentar a su familia ni para progresar, por lo que ingresó formalmente a estudiar en busca un mejor futuro.

### Comienzo de su carrera musical
A los 9 años es elegido como asistente en la biblioteca de su escuela, su profundo deseo por aprender cosas del mundo y en especial sobre la controvertida historia de su país lo hace sumergirse rápidamente en el mundo de la literatura, comienza a familiarizarse con el Movimiento Rastafari y sobre el género musical nacido en Jamaica llamado Reggae. Apenas Lucky descubrió que sabía cantar, se fue a los bares y a su iglesia local, los lugares de reunión de esa mayoría negra a la que se le negaba el derecho al voto.
Cuando sus compañeros músicos fracasaron en sus intentos de persuadir a la gente de dinero para que les comprara instrumentos, Lucky decidió escribir una obra de teatro.
Con lo que ganó se compraron una guitarra y así nació su grupo, The Skyway Band donde comienzan tocando la mbaqanga, el género urbano del sur de África que mezcla las armonías vocales zulúes con los cánticos de los misioneros cristianos y géneros como el western y music hall norteamericanos que habían sido introducido a mediados del siglo XIX. Estuvieron juntos por 2 años hasta que Lucky se unió a los Love Brothers, una agrupación de mbaqanga liderada por Richard Siluma, su primo, que también acabaría siendo su manager. Fue en esa etapa en que escuchó a un cantante jamaiquino que traía un ritmo que difería un poco de los compases de ese jazz melodioso y rumbero que viene de los barrios pobres de Sudáfrica.
Dube debuta como solista en el año 1981 con Lengane Ngeyetha, seguirá Kukuwe ambos disco de oro, le seguirán dos trabajos tradicionales más cantando en zulú.

### Ingreso al género Reggae
En 1984 decide cambiar de estilo y lo describe así: “Es el único y mejor camino para llevarle un mensaje a las masas”. Con la colaboración de Richard Siluma y sin el conocimiento de la compañía discográfica Gallo Record Company, Dube concibe el primer disco de reggae grabado en Sudáfrica: Rastas never die ("Los rastas nunca mueren"), el cual fue prohibido rotundamente por el sistema del apartheid. La situación política en el país era crítica, años antes Stephen Biko quien luchaba fervientemente contra el apartheid había sido asesinado por la policía y Nelson Mandela permanecía en prisión. Viendo sus ventas afectadas por la prohibición los directivos de la compañía discográfica lo instan a volver a grabar sus tradicionales canciones de zulú pop.
Lanza en el año 85 haciendo caso omiso de la presión de los ejecutivos su segundo disco titulado: Think About The Children. Paralelamente a este lanzamiento y probablemente para no perder el contrato con GRC, realiza Oom Hansie conocido como Help My Krap, un disco de afrikáans/zulú rap que termina siendo multiplatino.

### Éxito comercial y crítico
En 1987 llega el tercer disco de reggae llamado sugerentemente Slave "Esclavo", que cuenta con tres hit-singles: Slave, I’ve Got You Babe y Back To My Roots. Lucky cultivó el reggae con la imaginación de un poeta, hasta que las estaciones de radio controladas por la censura del gobierno sudafricano se decidieron a convertir a ese ecléctico cantante en el primer artista negro en aparecer en sus programas. En la Sudáfrica de la época, cualquier referencia al reggae había sido automáticamente censurada, ya que los problemas políticos de Jamaica eran en cierta medida los mismos que los de Sudáfrica
Al año siguiente la demanda del público consigue de torcer la censura por lo que GRC relanza Rasta Never Dies y se embarca en su primera gira internacional, consiguiendo la edición de su primer disco fuera de África de parte del sello francés Celluloid que logra imponer en su país la canción Slave. Aprovechando el momento graba un nuevo material basado en la situación que se vive en su país hace un llamado a todos los sudafricanos a unirse con su producción titulada Together As One.
"Together As One" ("Juntos como uno"):
| In my whole life, My whole life I've got a dream [Repeat: x 2] Too many people Hate apartheid Why do you like it? [Repeat; x 3] [Chorus: x 3] Hey you rasta man Hey European, Indian man We've got to come together as one Not forgetting the Japanese The cats and the dogs Have forgiven each other What is wrong with us [Repeat: x 2] All those years Fighting each other But no solution [Repeat: x 2] | En toda mi vida Mi vida completa He tenido un sueño [Repeat: x 2] Mucha gente Odia apartheid ¿Por qué te gusta a ti? [Repeat; x 3] [Chorus: x 3] Hey hombre rasta Hey europeo, indio Hemos de unirnos como uno solo No olvidando al japonés Los perros y los gatos Se han perdonado unos a los otros ¿Que nos funciona mal a nosotros? [Repeat: x 2] Todos estos años Luchando unos contra otros Sin resultado [Repeat: x 2] |

1989 fue un año de mucho éxito, trabaja en un film llamado Voice in the Dark, y graba Prisoner, disco que en tan sólo 5 días se convierte en doble platino, los siguientes años los pasara de gira por todo el continente africano. A finales de 1990 lanzó Captured Live.
Su siguiente trabajo fue House of Exile que contó con más de un millón de copias vendidas, producción que lo catapultó a escenarios internacionales en una extensa gira de casi dos años que lo llevó por Japón, Europa, Estados Unidos y El Caribe, incluyendo una muy memorable presentación en el Reggae Sunsplash.
Al regreso es premiado en Sudáfrica como el mejor vocalista masculino del año en los OKTV Awards y corona tanto esfuerzo cerrando en el primer festival de reggae que se realiza en su país El Reggae Strong For Peace, donde resalta su tema llamado Perfect peace, canción emblema de su compromiso por la paz. Se reúne con Peter Gabriel para el Real World Recording en Inglaterra. Gabriel lo invitará a compartir escenario en el 10th Anniversary Womad Festival, juntos interpretan It’s Not Easy.
En 1993 lanza Victims y comienza otra gira que sumará a Brasil entre sus destinos, participa del festival “Africa Against Aids”, que será incluido en un documental que busca concienciar sobre el flagelo del SIDA.
Firmará con la Motown Records y lanzará el álbum Trinity para el año 95. Para el tour de este disco junta una nueva banda que no tardará mucho en llamarse nuevamente The Slaves. Se produce una nueva visita a Brasil, junto a Ziggy Marley, Inner Circle y Big Mountain donde reunirán a más de 60 000 personas. En Montecarlo es premiado con el World Music Award, viaja a Uganda y Ruanda donde participa en shows benéficos.
Al cierre del 96 Lucky Dube festeja sus diez años como artista reggae editando la compilación Serious Reggae Business, primer disco compacto africano que cuenta con pista interactiva.
Es premiado en 1998 como músico y productor por Taxman, donde una vez más muestra su compromiso social. Se embarca en la gira Spirit of Unity junto a Steel Pulse, Buju Banton, Shaggy y Beres Hammond. En Nairobi (Kenia) cierra un festival ante 90 000 personas. Se internará varios meses en el estudio, innovando con tecnologías y voces distintas, entre las que se encuentra Sinead O’Connor, que junto Lucky cantan a dúo gracias a internet, para junio del 99 se termina gestando The Way It Is. En el año 2000 Canta en México por primera vez.
En el 2001 tiene otro disco premiado en Sudáfrica: su decimotercer trabajo editado con GRC "Soul Taker".La experiencia reunida en tantos años se percibe claramente, un sonido jamaiquino elaborado matizado por sus orígenes y su estilo vocal fuertemente influido por Peter Gabriel, en permanente movimiento y recorriendo todos los rincones del mundo concibe en 2003 “The Other Side”, políticamente siempre comprometido con la lucha por la igualdad y libertad para el pueblo africano.
El último de sus 21 álbumes publicados, se puso a la venta en 2006 bajo el nombre de 'Respect'. En él, Dube apelaba al respeto desde una ciudad donde los extendidos ataques, secuestros, robos y asesinatos se había vuelto en uno de los principales temas de debate permanente.
Todos sus álbumes contienen canciones dedicadas a causas sociales y comprometidas políticamente. Tanto su música como el mensaje de sus canciones han hecho de él un músico entrañable para millones de personas y ha sido apodado "The african king of reggae". Críticos musicales se han referido a su música como "carne con patatas" en contraste con la "sopa insípida" de la música sin mensaje

### Fallecimiento
Lucky Dube fue asesinado a las 8:30 p. m. del 18 de octubre de 2007 en la localidad de Rosettenville ubicada al sur de la capital durante un intento de robo de su vehículo, según informaron fuentes policiales. Tenía 43 años. Lucky había dejado a dos de sus hijos en casa de unos familiares, cuando un grupo de asaltantes abrió la puerta de su Chrysler 300C y le dispararon.
A Lucky le sobrevivió su madre, Sarah, su esposa Zanele y sus siete hijos: Bongi, Nonkululeko, Thokozani, Laura, Siyanda, Philani y Melokuhle
Su asesinato generó una ola de quejas en las emisoras locales sobre la falta de control del crimen en el país y su muerte fue condenada con una intensidad nunca antes vista.
También generó declaraciones en los medios políticos: "Somos hoy más pobres porque él fue un artista que se comprometió a crear una identidad africana, construyendo un espíritu unificador para una nueva nación y para un mundo nuevo", dijo el ministro de Cultura, Pallo Jordan.
Cinco hombres fueron arrestados en relación con su asesinato. Tres de ellos se encontraron culpables en 31 de marzo de 2009. Dos de ellos intentaron escapar y fueron capturados. Fueron condenados a cadena perpetua

## Legado
Lucky Dube representó todo lo bueno y lo trágico de la Sudáfrica post-apartheid. Porque no sólo se trata de un compositor y cantante que recorrió los escenarios del mundo con esa mezcla vital de reggae y música africana. Él pertenece a una larga lista de cantantes que usaron su repertorio rebelde para denunciar ese sistema antinatural de discriminación racial como política de Estado llamado apartheid.

## Discografía

### Mbaqanga
- Lengane Ngeyethu (1981)
- Kudala Ngikuncenga (1982)
- Kukuwe (1983)
- Abathakathi (1984)
- Ngikwethembe Na? (1985)
- Umadakeni (1987)

### Afrikáans
- Help My Krap (1986)

### Reggae
- Rastas Never Die (1984)
- Think About The Children (1985)
- Slave (1987)[7]
- Together As One (1988)
- Prisoner (1989)[8]
- Captured Live (1990)
- House of Exile (1991)
- Victims (1993)
- Trinity (1995)
- Serious Reggae Business (1996)
- Tax man (1997)
- The Way It Is (1999)[9]
- The Rough Guide To Lucky Dube (compilation) (2001)
- Soul Taker (2001)
- The Other Side (2003)
- Respect (2006)
- The Ultimate Lucky Dube (compilation) (2011)

### Recopilaciones
- Live in Jamaica (2000)
- Lucky Dube Live In Uganda (2008)
- Retrospective (2008)